# OpenEdition
OpenEdition és un portal de publicació en ciències humanes i socials creat i desenvolupat pel Centre pour l'édition électronique ouverte (Cléo). El Cléo és un centre especialitzat en l'edició electrònica, que està recolzat pel CNRS, l'EHESS, la Universitat de Aix-Marsella i la Universitat de Avignon. És una iniciativa pública en favor de l'accés obert als resultats de la investigació científica.

## Descripció
Aquest portal comprén quatre plataformes:
- OpenEdition Books: creada l'any 2013, és una plataforma de publicació de llibres electrònics, dels quals més del 50 % són en accés obert.[2] Les publicacions provenen majoritàriament d'editors universitaris i d'altres institucions com l'ENS o el Collège de France.[3]
- OpenEdition Journals: agrupa més de 480 revistes en ciències humanes i socials. La plataforma fou fundada en 1999 amb el nom de "Revues.org".[4]
- Calenda: calendari multilingüe on, des de l'any 2000, s'anuncien i arxiven milers d'esdeveniments científics en relació amb les ciències humanes i socials: col·loquis, conferències, seminaris, així com beques i premis d'investigació.[5]
- Hypothèses.org:  plataforma de blogs acadèmics creada l'any 2009. Té dimensió internacional, i les comunitats lingüístiques més representades són la francesa, l'anglesa, l'alemanya i l'espanyola.[6] Els blogs hispanòfons estan gestionats per la biblioteca de la UNED.[7]

Les quatre plataformes disposen de consells científics, que seleccionen les publicacions amb la finalitat d'assegurar una qualitat científica a tot el conjunt.